# Лещинский, Оскар Моисеевич
Оскар Моисеевич Лещинский (псевдоним в партии Оска́р; 1892, Новозыбков, Черниговской губернии, Российская империя — 19 сентября 1919, Петровск-Порт, Российская империя) — революционный деятель начала XX века, поэт «Серебряного века», поэт «Красной идеи», декадент. Расул Гамзатов в книге «Мой Дагестан» назвал его «мюридом революции», наряду с Махачем, Уллубием.

## Биография
Лещинский родился в 1892 в Новозыбкове Черниговской губернии. По национальности — еврей.
В 1896 году семья Оскара переехала в Ростов-на-Дону. С 1902 года выполнял различные поручения Донского комитета РСДРП. Три раза был отправлен в ссылку: в 1902—1905 годах в Иркутск, 1906 год — Архангельская губерния (бежал), 1909 год — Енисейская губерния (бежал).
В 1910 году эмигрировал в Париж, где через Владимира Старосельского познакомился с Лениным. Занимался налаживанием связей с подпольными организациями в России, издавал нелегальную литературу. В марте 1911 года арестован за участие в демонстрации памяти Парижской коммуны.
В Париже увлекся поэзией и живописью. Учился в Русской академии живописи. В 1912 году вступает в литературно-художественный кружок политэмигрантов. Собрания кружка проходили в кафе на площади Данфер-Рошро. Также членами кружка были A. В. Луначарский, И. Г. Эренбург, B. А. Антонов-Овсеенко.
С 1913 года один из редакторов литературно-художественного журнала «Гелиос».
В 1914 году вышла книга его стихов «Серебряный пепел». В 1915 году была подготовлена к печати книга о французской живописи «От импрессионизма до наших дней», но издана она так и не была.
В апреле 1917 года возвращается в Россию. В октябре 1917 года участвует в штурме Зимнего дворца, а после назначен его комендантом.
В начале 1918 года Оскара Лещинского посылают на Северный Кавказ, где он участвует в экспедициях по доставке оружия из центра России. Все это время продолжает писать стихи.

С 1919 года на подпольной работе в Дагестане, организует первые партизанские отряды, руководит подготовкой к вооруженному восстанию против Горского правительства. 13 мая штаб восстания в Темир-Хан-Шуре был арестован, а 19 сентября 1919 года, в период деникинской оккупации Дагестана по решению военно-шариатского суда, Оскар Лещинский был расстрелян в Порт-Петровской тюрьме.

## Память
В честь Лещинского названы улицы (улица Оскара) в городах: Махачкала, Дербент, Каспийск, Избербаш (затем переименована в улицу Гамидова), в поселке Манас, в селах: Манаскент, Каякент, Усемикент, Магарамкент, Новый Хушет.
Памятник Лещинскому установлен в скульптурной группе революционеров в сквере Борцов революции в Махачкале.

## Личная жизнь
Был женат на Мямлевой Лидии Николаевне, имел двух детей: сына Валерия и дочь Елену.